# Nordeste (Haiti)
Nordeste (em francês: Nord-Est; em crioulo haitiano: Nòdès) é um departamento do Haiti. Sua capital é a cidade de Forte Liberdade. Possui 1 623 quilômetros quadrados e segundo censo de 2009, havia 358 277 habitantes.